# Norra Härene distrikt
Norra Härene distrikt är ett distrikt i Lidköpings kommun och Västra Götalands län. 
Distriktet ligger söder om Lidköping. 

## Tidigare administrativ tillhörighet
Distriktet inrättades 2016 och utgörs av en del av området som Lidköpings stad omfattade fram till 1971, delen som före 1969 utgjorde Norra Härene socken.
Området motsvarar den omfattning Norra Härene församling hade 1999/2000.